# Unterperfuss
Unterperfuss è un comune austriaco di 226 abitanti nel distretto di Innsbruck-Land, in Tirolo.